# L'ebrea di Toledo (Grillparzer)
L'ebrea di Toledo (Die Jüdin von Toledo) è un dramma storico in versi in cinque atti del drammaturgo austriaco Franz Grillparzer rappresentato per la prima volta postumo nel Deutsches Landestheater di Praga il 21 novembre 1872.

## Trama
La vicenda si svolge a Toledo e dintorni nel 1195. Nella scena iniziale, il mercante ebreo Isacco sta passeggiando nel giardini reali di Toledo con le sue due figlie: Ester, la figlia di primo letto, intelligente e assennata, e la più giovane e vivace Rachele, figlia di secondo letto. Isacco ed Ester cercano di dissuadere Rachele dal capriccio di voler vedere re Alfonso da vicino, poiché agli ebrei non è permesso di entrare nei giardini reali quando sono presenti i sovrani. Rachele, che è una fanciulla viziata, si ostina però nel suo proposito e, quando vede avvicinarsi il re circondato dalla regina e dai conti di Lara, si getta ai piedi di Alfonso abbracciandogli le ginocchia, mentre le guardie inseguono e catturano Isacco ed Ester. Il re, ammaliato dalla bellezza e dall'espressione dolorosa di Rachele, la tratta con benevolenza e, mentre il seguito si allontana indignato, Alfonso ordina di ospitarla, con i suoi parenti, in un padiglione del giardino, dove poi la raggiunge travestito.
Nel giardino Alfonso si lascia avvincere sempre di più dalla grazia e dall'esuberanza di Rachele, la quale a sua volta s'innamora del re. Inebriato dall'amore, re Alfonso dimentica i suoi doveri verso la regina, una inglese virtuosa ma fredda e rigida, e verso la Castiglia, che è alla vigilia di una nuova guerra contro i Mori. Il re resta insensibile agli ammonimenti dei suoi amici e dei suoi ministri, come peraltro Rachele non si preoccupa degli ammonimenti di Ester. Più tardi Ester ritorna con la notizia che i ministri si sono riuniti, su invito della regina, e hanno deliberato la morte di Rachele. Re Alfonso, furioso, affida allora Rachele al giovane Don Garcerano e si dirige a corte per ristabilire la propria autorità. In una scena drammatica con la regina Eleonora, che lo crede stregato, Alfonso promette di riprendere il suo posto e ottemperare ai suoi doveri, purché la regina rinunci a vendicarsi su Rachele. Ma la condanna è già stata pronunciata e, quando Alfonso torna presso Rachele, scopre che la giovane ebrea è stata uccisa. Di fronte al cadavere di quella fanciulla il re si sente liberato dal fascino, comprende il proprio errore, rinuncia a ogni vendetta e parte per la guerra contro i Mori.

## Storia

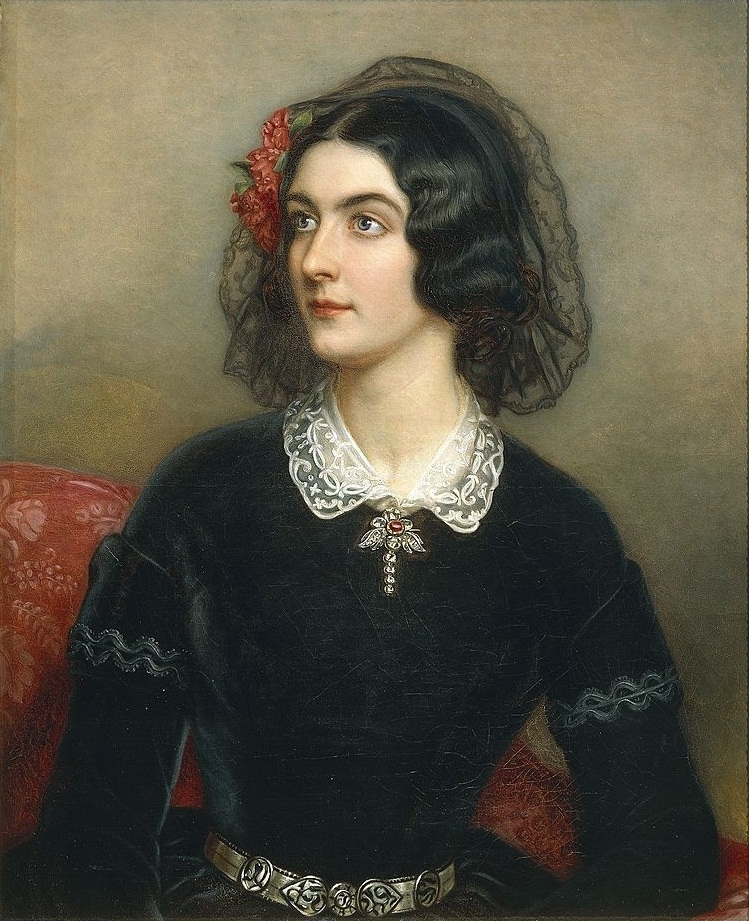
Lola Montez (ritratto di Joseph Karl Stieler)

Il soggetto dell'ebrea e del re Alfonso VIII, fra storico e leggendario, è stata tratta in parte dal dramma Las Paces de los Reyes y Judía de Toledo di Lope de Vega. La vicenda  è stata particolarmente amata da Grillparzer, che tuttavia non pensò però mai a metterla sulle scene: progettata fin dal 1811-1812, la tragedia fu iniziata nel 1824, terminata nel 1851 , e infine rappresentata postuma nel Deutsches Landestheater di Praga il 21 novembre 1872. Nel periodo dell'elaborazione l'autore ha attribuito al personaggio di Rachele alcuni tratti di Lola Montez, l'attrice amica di Ludovico di Baviera.

## Critica
La tragedia di Grillparzer è in versi: in tetrapodie trocaiche di tipo spagnolo nella prima scena, e in pentapodie giambiche nelle scene rimanenti. Per Cristina Baseggio ed Emilia Rosenfeld, l'opera «è sottile e penetrante nella rappresentazione psicologica. La figura della protagonista possiede, anche scenicamente, una grande vitalità». Per alcuni critici protagonista della tragedia è Alfonso, non la giovane ebrea. Si è molto discusso inoltre sul tema principale della tragedia; se si è generalmente d'accordo nel ritrovarvi le concezioni politiche di Grillparzer, favorevoli all'Assolutismo, si discute se per Alfonso sia giusto, o non, sacrificare i propri sentimenti allo Stato.

## Edizioni
- (DE) Franz Grillparzer, Die Jüdin von Toledo, in H. Laube e J. Weilen (a cura di), Grillparzers Sämmtliche Werke : in zehn Bänden, vol. 7, 1ª ed., Stuttgart, J.G. Cotta, 1872.
- (DE) Franz Grillparzer, Die Judin von Toledo : historisches Trauerspiel in funf Aufzugen, mit einem Nachw. von Wolfgang Paulsen, Stuttgart, Reclam, 1992, ISBN 3150043948.
- Franz Grillparzer, L'ebrea di Toledo : tragedia storica in cinque atti, in AA.VV., Teatro tedesco dell'età romantica, collana La spiga ; 1, traduzione di Ippolito Pizzetti, Presentazione di Bonaventura Tecchi, Torino, Edizioni Radio italiana, 1956,  pp. 555-609, SBN TO00643870.

## Adattamenti
Nel 1919 il regista tedesco Otto Kreisler girò il film muto L'ebrea di Toledo.